# Summerteeth
Summerteeth je treći studijski album američkog alt-rock sastava Wilco. Objavljen u izdanju Reprise Recordsa 9. ožujka 1999., album je bio pod snažnim utjecajem književnosti dvadesetog stoljeća, kao i bračnih problema pjevača Jeffa Tweedyja. Za razliku od prijašnjih albuma, Summerteeth je nakon snimanja prošao obuhvatnu digitalnu obradu. Tweedy i Jay Bennett stvorili su veći dio albuma u studiju, što je bilo u suprotnosti s prethodnim albumima sastava, koji su izvođeni uživo i snimani gotovo smjesta.
Unatoč brojnim kritičkim pohvalama, uključujući Allmusic, The Chicago Tribune i The Village Voice, Summerteeth je prodan u oko 200.000 primjeraka — lošije nego Being There iz 1996. Wilco je pristao remiksati "Can't Stand It" s Davidom Kahneom kako bi se album probio na radijsko tržište, ali singl je slabo emitiran.

## Produkcija
Wilco je 1996. objavio Being There i ostvario veći uspjeh u odnosu na njihov debitantski album, A.M. Prodan je u oko 300.000 primjeraka (gotovo dvostruko više od prvog albuma). Nakon promotivne turneje za Being There, Wilco je počeo snimati pjesme za treći album. Snimanje Summerteeth počelo je u studenom 1997. u glazbenom studiju Willieja Nelsona u Spicewoodu u Teksasu. Glavni pjevač Jeff Tweedy tijekom snimanja je bio iznimno uznemiren jer zbog gustog rasporeda turneje nije mogao provoditi vrijeme sa suprugom i sinom. Pjesme su zbog toga odražavale introspektivni pogled koji je bio pod utjecajem književnosti koju je Tweedy u to vrijeme čitao. Tweedy je tijekom turneje čitao knjige Henryja Millera, Williama H. Gassa, i Johna Fantea. Izjavio je:
"Htio sam postati bolji tekstopisac, a te su se stvari događale dok sam pokušavao bolje čitati. U glavi bih napisao hrpu toga i zaboravio sve. Za neke stihove s Being There mislim da ih nisam nikad ni zapisao ... Kako bih se borio s tim, počeo sam zapisivati riječi na papir i stvarati melodije koje im odgovaraju. Zapisujući i pronalazeći sve više riječi u glavi, riječi su mi se našle u ustima kad bih uključio kazetofon kako bih pjevao."
Snimanje je polučilo veliki broj pjesama, uključujući "I'm Always in Love", "She's a Jar" i baladu o ubojstvu inspiriranu djelima Henryja Millera "Via Chicago". Tweedyjev odnos s njegovom suprugom Sue Miller postala je inspiracija za nekoliko pjesama, iako je ona portretirana u negativnom svjetlu. Miller je bila spremna dati Tweedyju kreativnu dozvolu za pisanje pjesama, ali je bila zabrinuta zbog stihova kao što je "she begs me not to hit her" iz "She's a Jar". Međutim, prije nego što je album bio dovršen, Wilco je odlučio surađivati s Billyjem Braggom na albumu Mermaid Avenue.
Nakon što je snimanje Mermaid Avenue bilo završeno, Wilco je ušao u Kingsize Soundlabs u Chicagu s inženjerima zvuka Daveom Trumfiom i Mikeom Haglerom kako bi dovršili Summerteeth. Kako bi uljepšao "odvažne, ali depresivne" stihove sa Summerteeth, Tweedy se više oslonio na produkcijske vještine multiinstrumentalista Jaya Bennetta, koji je svirao mnoštvo instrumenata uz standardnu solo gitaru i klavijature, ukljujući melotron, tamburin i sintesajzer. Bennett je svirao i bas-gitaru i bubnjeve kad basist John Stirratt i bubnjar Ken Coomer nisu bili u studiju. Tweedy i Bennett htjeli su početi snimanje eksperimentiranjem s novim pristupom miksanja pjesama. Za razliku od prijašnjeg materijala, koji je izvođen uživo u studiju, dvojac je mnoge pjesme obrađivao pomoću ProToolsa. Zbog toga su doprinosi ostalih članova sastava pali u drugi plan. Coomer nije bio zadovoljan smanjenom ulogom u sastavu:
"Stvar je izmicala kontroli, a John i ja smo se osjećali zapostavljeno. Jeff i Jay hranili su jedan drugog ne samo glazbeno nego i drugim porocima. Zbližavali su se, a nije se radilo samo o glazbi. Jeff nije išao na odvikavanje [od lijekova protiv bolova], iako je trebao, [sic] po mojem mišljenju. Jay je uzimao lijekove protiv bolova, antidepresive i nije bio u ništa boljem stanju. Sastav se promijenio. Sastava zapravo nije ni bilo, samo dva tipa koja su gubila razum u studiju."
Nakon niza kadrovskih promjena, Reprise Records je pokušao objaviti hit-singl s albuma kako bi povećao njegovu prodaju. Wilco je pristao učiniti to "jednom i samo jednom" jer su htjeli udovoljiti izdavačkoj kući koja im je dala toliko slobode. Sastav i šefovi Reprisea dogovorili su da će remiksati "Can't Stand It" kako bi je učinili pogodnijom za radijsko emitiranje. Verzija koja se pojavila na albumu izmiksana je u jednom danu, a iz nje je uklonjen veći dio prijelaza te dodana zvona. "Can't Stand It" nije uspjela probiti se s Triple-A radijskih postaja na one koje su emitirale moderni rock.

## Prijem
Summerteeth se popeo na 78. mjesto na listi Billboard 200, ne uspjevši nadmašiti uspjeh Being There. Međutim, bio je to njihov prvi album koji se probio među 40 najprodavanijih u Ujedinjenom Kraljevstvu. Do 2003. prodan je u oko 200.000 primjeraka. Uvršten je na osmu poziciju u kritičkom izboru Pazz & Jop za 1999., dok ga je Pitchfork svrstao na 31. mjesto na svojoj listi najboljih albuma 1999.
Jason Ankeny s Allmusica ocijenio je album s pet zvjezdica, hvaleći njegove "opijajuće gudačke aranžmane i prekrasne harmonije". Ankeny je usporedio glazbu s The Bandom na svojem vrhuncu. Novinar Pitchfork Media Neil Lieberman pohvalio je Wilco kako je "osmislio album izvanredno dvoznačno i prekrasno nesigurno kao što je sam život" te kako je Bennett "oslikao album u Technicoloru".

## Popis pjesama
| Br. | Skladba                                                     | Autor                     | Trajanje |
| --- | ----------------------------------------------------------- | ------------------------- | -------- |
| 1.  | »Can't Stand It« (Tweedy, Bennett)                          |                           | 3:46     |
| 2.  | »She's a Jar«                                               | Tweedy, Bennett           | 4:43     |
| 3.  | »A Shot in the Arm«                                         | Tweedy, Bennett, Stirratt | 4:19     |
| 4.  | »We're Just Friends«                                        | Tweedy, Bennett, Stirratt | 2:44     |
| 5.  | »I'm Always in Love«                                        | Tweedy, Bennett           | 3:41     |
| 6.  | »Nothing'severgonnastandinmyway(again)«                     | Tweedy, Bennett, Stirratt | 3:20     |
| 7.  | »Pieholden Suite«                                           | Tweedy, Bennett           | 3:26     |
| 8.  | »How to Fight Loneliness«                                   | Tweedy, Bennett           | 3:53     |
| 9.  | »Via Chicago«                                               | Tweedy                    | 5:33     |
| 10. | »ELT«                                                       | Tweedy, Bennett           | 3:46     |
| 11. | »My Darling«                                                | Tweedy, Bennett           | 3:38     |
| 12. | »When You Wake Up Feeling Old«                              | Tweedy                    | 3:56     |
| 13. | »Summer Teeth«                                              | Tweedy, Bennett           | 3:21     |
| 14. | »In a Future Age«                                           | Tweedy, Bennett           | 2:57     |
| 15. | »Untitled« (skrivena pjesma)                                |                           | 0:23     |
| 16. | »Candyfloss« (skrivena pjesma)                              | Tweedy, Bennett           | 2:57     |
| 17. | »A Shot in the Arm« (alternativna verzija; skrivena pjesma) | Tweedy, Bennett, Stirratt | 3:54     |

### Bonus disk "And Sum Aren't"
| Br. | Skladba                                 | Trajanje |
| --- | --------------------------------------- | -------- |
| 1.  | »I Must Be High«                        |          |
| 2.  | »Pick Up the Change«                    |          |
| 3.  | »Passenger Side«                        |          |
| 4.  | »Monday (Demo Version)«                 |          |
| 5.  | »I Got You (At the End of the Century)« |          |
| 6.  | »Hotel Arizona«                         |          |
| 7.  | »Outtasite (Outta Mind) - Live«         |          |
| 8.  | »Someone Else's Song«                   |          |
| 9.  | »Red Eyed and Blue - Live«              |          |
| 10. | »Box Full of Letters - Live«            |          |
| 11. | »Why Would You Wanna - Live«            |          |
| 12. | »Forget The Flowers - Live«             |          |
| 13. | »The Lonely 1«                          |          |
| 14. | »Sunken Treasure - Live«                |          |
| 15. | »At My Window Sad and Lonely«           |          |
| 16. | »Blasting Fonda - non album track«      |          |

## Osoblje
- Jeff Tweedy – vokali, gitara, sintesajzer, bas-gitara, usna harmonika, tambourin, prateći vokali
- Jay Bennett – orgulje, sintesajzer, bendžo, udaraljke, klavir, bubnjevi, gitara, klavijature, tamburin, zvona, lap steel gitara, prateći vokali
- John Stirratt – bas-gitara, prateći vokali
- Ken Coomer – bubnjevi, timpani
- Leroy Bach – klavir
- Dave Crawford – truba
- Mark Greenberg – vibrafon
- Mitch Easter, Chris Grainger, Larry Greenhill, Mike Hagler, Russ Long, David Trumfio – inženjeri zvuka
- David Kahne, Jim Scott – mikseri
- Mike Scotella – asistent miksera
- Dace Chandie – asistent tehničara zvuka
- Lawrence Azerrad – omot, grafički dizajn